# Libnotes joculator
Libnotes joculator là một loài ruồi trong họ Limoniidae. Chúng phân bố ở miền Australasia.